# بخش مدیسون (شهرستان ماسکینگوم، اوهایو)
بخش مدیسون (به انگلیسی: Madison Township) یک منطقهٔ مسکونی در ایالات متحده آمریکا است که در شهرستان ماسکینگام، اوهایو واقع شده‌است.
 بخش مدیسون ۷۴٫۵ کیلومتر مربع مساحت و ۴۸۷ نفر جمعیت دارد و ۲۳۴ متر بالاتر از سطح دریا واقع شده‌است.